# Xiromero
Xiromero (in greco Ξηρόμερο?) è un comune della Grecia situato nella periferia della Grecia occidentale (unità periferica dell'Etolia-Acarnania) con 13.358 abitanti secondo i dati del censimento 2001.
È stato istituito, a seguito della riforma amministrativa detta Programma Callicrate in vigore dal gennaio 2011 che ha abolito le prefetture e accorpato numerosi comuni, dalla fusione delle municipalità di Alyzia, Astakos e Fyteies.